# Claude F. A. Schaeffer
Claude Frédéric-Armand Schaeffer (1898-1982) foi um arqueólogo francês, nascido em Estrasburgo, que liderou o time de escavação francês que começou trabalhando no sítio de Ugarit, a Minet el-Deida de hoje em 1929, levando à descoberta dos textos religiosos ugaríticos.